# San Basile
San Basile (albanès Shën Vasili) és un municipi italià, dins de la província de Cosenza. L'any 2006 tenia 1.161 habitants. És un dels municipis on viu la comunitat arbëreshë. Limita amb els municipis de Castrovillari, Morano Calabro i Saracena.
Les llengües que es parlen en el territori de San Basile són l'Italià i l'albanès. Al començament del segle passat, 1900, moltes famílies de la població emigraren cap a Brasil, Argentina i als Estats Units. Al Brasil concretament, moltes de les famílies emigrades es van establir a la ciutat de Rio de Janeiro i van començar a testablir petits comerços, i treballar en diverses indústries. Molts d'aquests descendents que van anar neixent ja al Brasil van establir connexions amb aquest petit el territori de San Basile, al continent Europeu.

## Administració
| Període | Identitat        | Partit        |
| ------- | ---------------- | ------------- |
| 2006-   | Vincenzo Tamburi | Llista cívica |